# He Kexin
He Kexin (achternaam: He, Chinees: 何可欣, Pinyin: Hé Kěxīn; Peking, 1 januari 1992) is een Chinees toestelturnster gespecialiseerd in de brug ongelijk. In 2008 turnde ze een van 's werelds moeilijkste routines aan de brug, won twee wereldbekers en twee gouden medailles op de Olympische Spelen in eigen land. De Olympische Spelen van 2012 in Londen leverden haar een zilveren medaille op aan de brug.

## Biografie

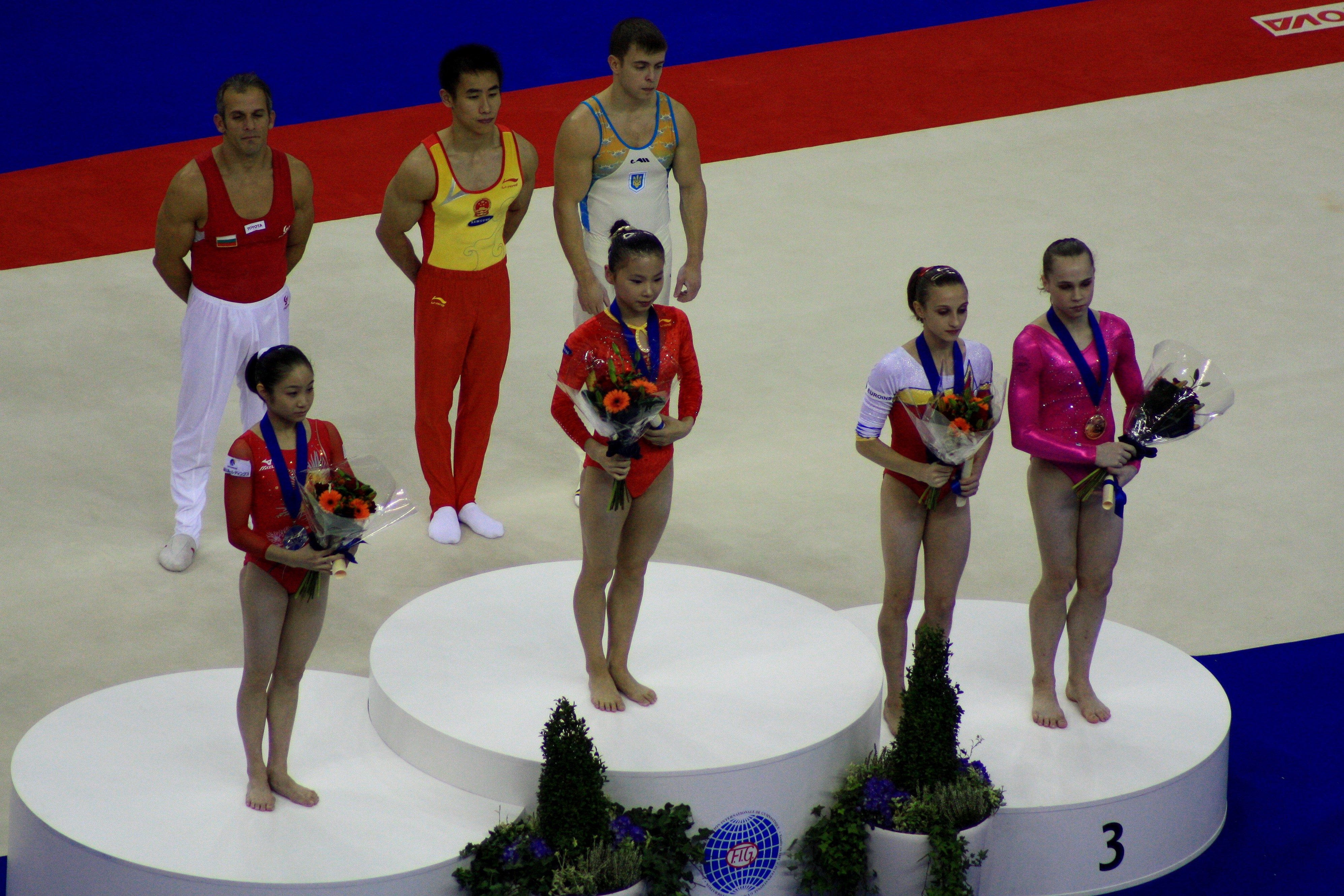
He Kexin op het hoogste schavot na de brug ongelijk op de wereldkampioenschappen in 2009.

He Kexin is opgeleid in Peking en nam in 2006 deel aan de Nationale Spelen in China. Haar prestaties aan de brug ongelijk leverden haar in 2007 een plaats in het nationale team van China op. In 2008 maakte ze haar internationale intrede en verbeterde Nastia Liukins recordscore aan de brug. Op de Olympische Spelen in Peking hielp ze haar team mee aan een gouden medaille in de landenmeerkamp. Aan de brug haalde ze een gelijke score met Nastia Liukin, maar ze pakte het goud dankzij de FIG-regels in dergelijke situaties. Tijdens deze spelen ontstond controverse rond haar leeftijd en die van haar teamgenoten — ze zou in 1994 geboren zijn en dus te jong om deel te nemen — maar onderzoek toonde aan dat ze wel degelijk in 1992 geboren werd.

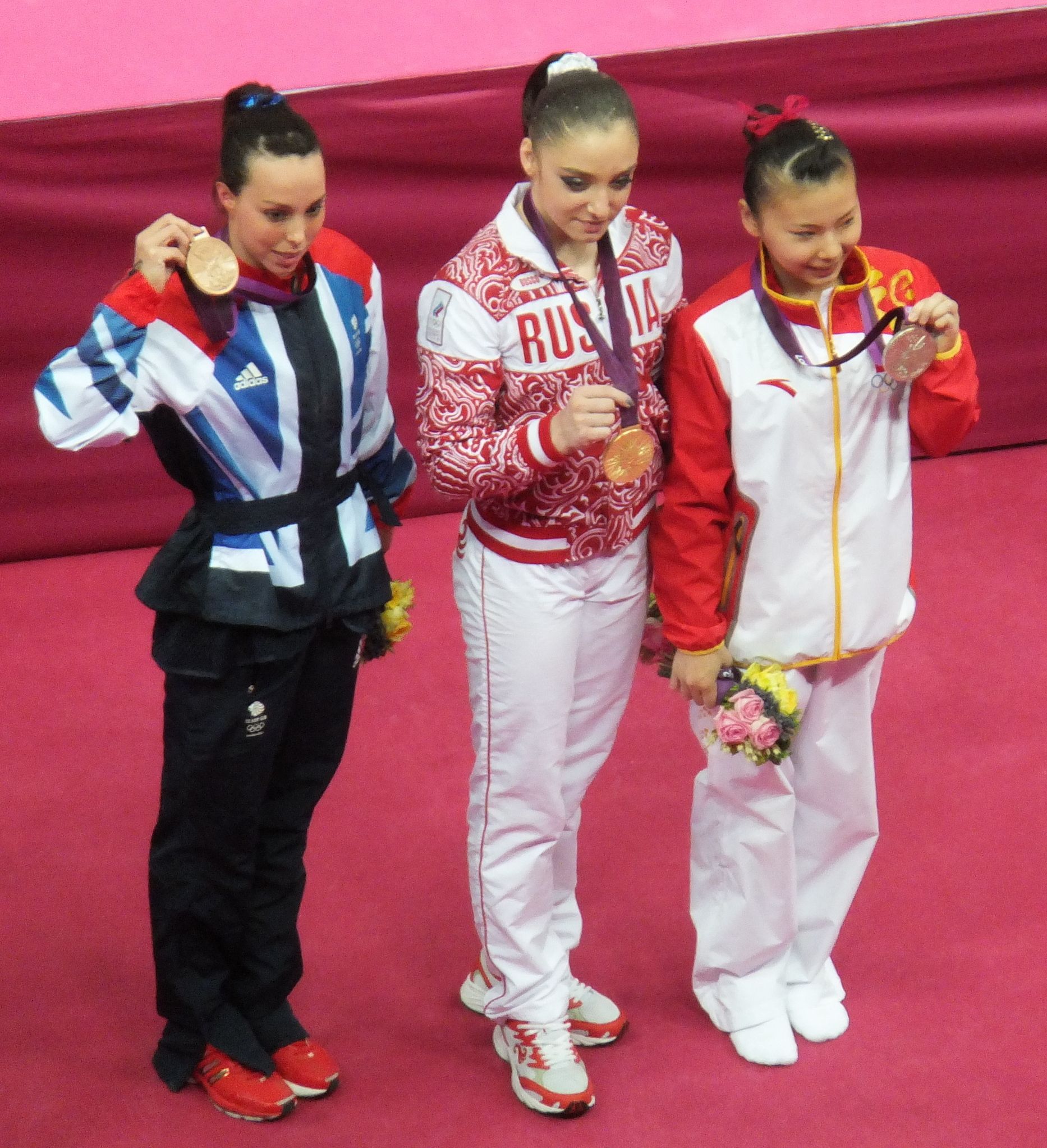
He Kexin met haar zilveren medaille van de brug op de Olympische Spelen in Londen, met naast zich Alja Moestafina en Beth Tweddle.

Op de wereldkampioenschappen van 2009 pakte ze opnieuw goud aan de brug. In 2010 viel ze waardoor ze haar titel niet kon vasthouden. In 2011 viel ze en hing even stil. Ze nam niet deel aan de teamfinale, maar bleef wel bij het team dat brons won. In 2012 werd ze als laatste toegevoegd aan China's olympisch team. Op de Spelen in Londen pakte ze het zilver aan de brug ongelijk.